# Wyszonki Kościelne (gromada)
Wyszonki Kościelne – dawna gromada, czyli najmniejsza jednostka podziału terytorialnego Polskiej Rzeczypospolitej Ludowej w latach 1954–1972.
Gromady, z gromadzkimi radami narodowymi (GRN) jako organami władzy najniższego stopnia na wsi, funkcjonowały od reformy reorganizującej administrację wiejską przeprowadzonej jesienią 1954 do momentu ich zniesienia z dniem 1 stycznia 1973, tym samym wypierając organizację gminną w latach 1954–1972.
Gromadę Wyszonki Kościelne z siedzibą GRN w Wyszonkach Kościelnych utworzono – jako jedną z 8759 gromad – w powiecie wysokomazowieckim w woj. białostockim, na mocy uchwały nr 24/V WRN w Białymstoku z dnia 4 października 1954. W skład jednostki weszły obszary dotychczasowych gromad Wyszonki Kościelne, Wyszonki Błonie, Wyszonki Klukówek, Wyszonki Włosty, Wyszonki Wypychy, Wyszonki Nagórki, Wyszonki Wojciechy, Zalesie Stare i Warele Stare ze zniesionej gminy Klukowo w tymże powiecie. Dla gromady ustalono 15 członków gromadzkiej rady narodowej.
31 grudnia 1959 do gromady Wyszonki Kościelne przyłączono wsie Kostry Stare i Kostry Podsędkowięta ze zniesionej gromady Kostry Stare, wieś Warele Filipowicze ze zniesionej gromady Wojny-Krupy oraz wsie Wyliny-Ruś i Warele Nowe, leśniczówkę Wyliny-Ruś, kolonie Wyliny-Ruś-Kolonia i Wojciechy oraz obszar lasów państwowych N-ctwa Pietkowo obejmujący oddziały 117—150 ze zniesionej gromady Wyliny-Ruś.
Gromada przetrwała do końca 1972 roku, czyli do kolejnej reformy gminnej.

Granica administracyjna wg stanu z dnia 3 listopada 1954 r.